# Четиринадесет часа
„Четиринадесет часа“ (на английски: Fourteen Hours) е ноар, драма филм на режисьора Хенри Хатауей, който излиза на екран през 1951 година. Сценарият е на Джон Пакстън, базиран на новелата „Човекът на перваза“ на Джоуел Сайър. Филмът е дебют в киното за бъдещите холувудски звезди Джефри Хънтър и за Грейс Кели.

## Сюжет
Младият Робърт Козик заплашва да скочи от петнадесетия етаж на небостъргач. Полицаят Чарли Дъниган го вижда и разговаря с него в продължение на 14 часа, в опит да го убеди да се откаже от целта си. В крайна сметка младежът ще бъде спасен. Междувременно се случват няколко епизода сред тълпата, събрана на улицата под небостъргача: таксиметровите шофьори залагат на времето, когато младежът ще се самоубие, момче наето в склад, Дани се запознава с младата служителка Рут случайно на улица, докато госпожа Луиз Ан Фулър е в офис за подписване на производство за развод, наблюдавайки сцената с Козик, решава да се помири със съпруга си.

## В ролите
| Актьор            | Роля                |
| ----------------- | ------------------- |
| Ричард Бейсхарт   | Робърт Козик        |
| Пол Дъглас        | Чарли Дънеган       |
| Барбара Бел Гедес | Вирджиния Фостър    |
| Дебра Пейджет     | Рут                 |
| Агнес Мурхед      | Кристин Хил Козик   |
| Робърт Кийт       | Пол Козик           |
| Джефри Хънтър     | Дани Клемпнър       |
| Мартин Гейбел     | доктор Щраус        |
| Грейс Кели        | мисис Луиз Ан Фулър |